# Смолярик чорний
Смоля́рик чорний (Myrmecocichla nigra) — вид горобцеподібних птахів родини мухоловкових (Muscicapidae). Мешкає в Африці на південь від Сахари. 

## Опис
Довжина птаха становить 15-16 см. Забарвлення самців майже повністю чорне, блискуче, за винятком білих плям на плечах. Самиці і молоді птахи мають темно-коричневе забарвлення.

## Поширення і екологія
Чорні смолярики широко, однак нерівномірно поширені від Сенегалу до Кенії, Анголи і Замбії. Вони живуть на луках і пасовищах.